# Gustaf Adolf Montgomery
Gustaf Adolf Montgomery, född den 24 maj 1791 i Kemi socken i Österbotten, död den 26 maj 1861 i Stockholm, var en svensk militär, ämbetsman och författare.

## Biografi
Gustaf Montgomery blev trumslagare vid Österbottens regemente 1802 och blev 1804 korpral vid samma regemente. Vid Kajana bataljon blev han 1805 rustmästare och 1808 furir. Sistnämnda år blev Montgomery först förare och därefter sergeant och fältväbel. År 1809 blev han först fanjunkare och senare fänrik och löjtnant i armén. 
Efter finska kriget blev Montgomery 1810 löjtnant vid Värmlands fältjägarkår och därefter gränsposteringsbefälhavare i Haparanda 1810–1813. 1812 blev han stabslöjtnant vid Värmlands fältjägarkår och 1816 kapten vid Västerbottens regemente samt inspektionsadjutant vid arméns norra inspektion. Montgomery blev 1817 kapten i generalstaben och 1818 major vid Jämtlands fältjägarregemente samt chef för arméns norra inspektionsstab. Han beviljades 1821 avsked från regementet med tillstånd att kvarstå i armén. Montgomery utnämndes 1826 till överstelöjtnant i armén och beviljades 1835 avsked ur armén med överstes fullmakt. Samma år grundade han en pensionsfond, "Montgomeryska Pensionsinrättningen för Gustafs och Carlbergs Kopparverks arbetare", till förmån för Huså Bruk där Montgomery var  förvaltare. 
Montgomery invaldes som ledamot av Kungliga Krigsvetenskapsakademien 1829.

Efter sin militära karriär fortsatte Montgomery på den civila banan varvid han 1841 blev tillförordnad landshövding i Jämtlands län och året ordinarie landshövding, därefter i Västerbottens län. År 1856 beviljades han avsked från landshövdingeämbetet. 

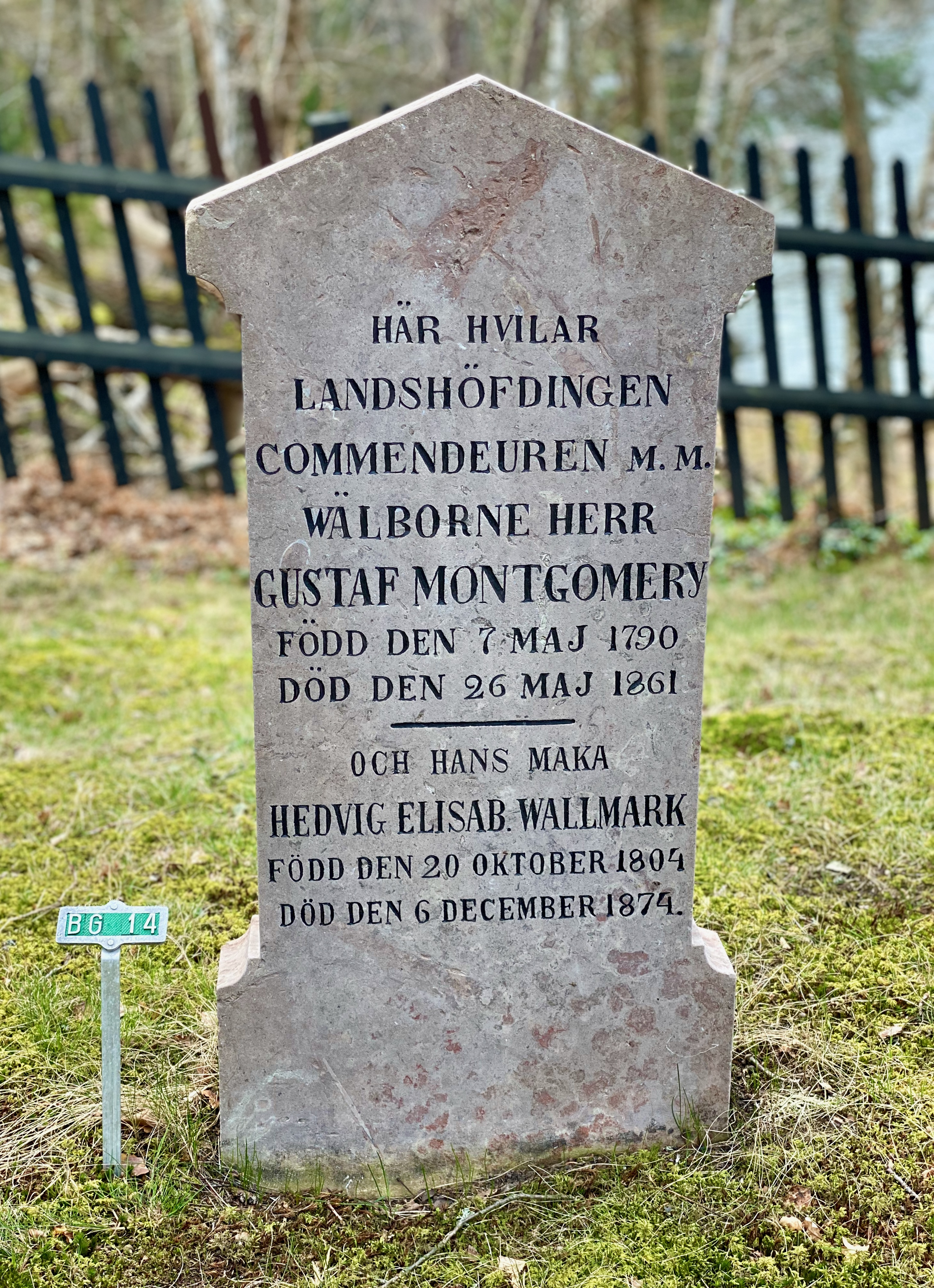
Gustaf Montgomerys grav på Boo gamla kyrkogård i Nacka

"Han tjänstgjorde i ungdomen vid flera tillfällen såsom skrivarbiträde på häradsskrivarkontor och hos domare. Bevistade sedan med tapperhet finska kriget 1808–1809 varunder han marscherade till fots över 200 mil samt deltog i träffningarna vid Pulkkila, Koivisto 1808-05-29, varest han tog en fånge och fick tapperhetsmedaljen, Kuopio, Kolloniemi, Taipale och Idensalmi samt tjänstgjorde 1809 såsom adjutant hos generalerna Cronstedt, von Döbeln och Sandels m. fl. befälhavare. Deltog även i fälttåget i Västerbotten, då han var med vid Hörnefors och Degernäs, där han hade yttersta posteringen, då ryssarna tågade över Kvarken, varvid han illa förtros fötterna, dem man ville amputera. Blev flere gånger blesserad och fick, för det han vid Hörnefors tog en kossack med häst fullm. att vara löjtnant i armén. Var under 1814 års norska krig adjutant hos general Vegesack samt med vid Lierskans, Medskog och Skotterud samt Malmerberget. Skickades 1818 till Skåne och andra orter i riket med underrättelse om tronombytet samt att mottaga och medföra vederbörandes trohetseder jämte därtill hörande lika viktigt som hemligt förtroende. Var ledamot i åtskilliga kommittéer samt deltog i flere riksdagars förhandlingar, därvid han redan 1823 yrkade hög beskattning på brännvin samt huvudsakligen motionerade och genomdrev avskaffandet av nummerlotteriet. Var från 1834 och 1841 disponent vid Gustavs och Karlbergs kopparverk i Jämtland vid foten av Åreskutan, där han anlade landsväg, upprättade kyrka och skolhus för brukspersonalen samt bildade med egna och medintressenters bidrag en pensionsanstalt, som bär namn av den Montgomeryska. Var medarbetare i flera tidningar och utgav »Medborgerlig Militärtidning». Översatte flera arbeten, däribland »Turkiska kartan». Utgav en historia över 1808 och 1809 års finska krig m. m., för vilket allt han blev ledamot av flera in- och utländska lärda och vittra samfund."
Gustaf Montomery avled av vattusot 71 år gammal. Han och hans maka ligger begravda på Boo gamla kyrkogård.

## Utmärkelser
- Silvermedalj För tapperhet i fält,1808.
- Riddare av Svärdsorden, 1820.
- Hedersledamot av Jämtlands läns hushållningssällskap, 1835.
- Större medalj för medborgerlig förtjänst, 1835.
- Officer av Franska Hederslegionen, 1847.
- Karl Johansmedaljen, 1855.
- Kommendör av Nordstjärneorden, 1856.